# Центр художественного образования

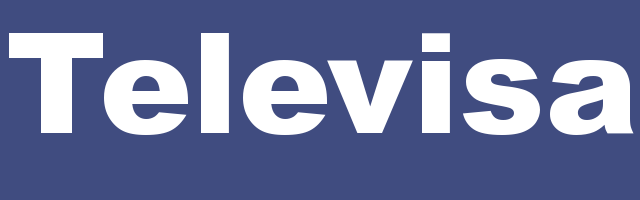

Центр художественного образования (CEA) (исп. Centro de Educacion Artistica) — мексиканский институт при телекомпании Televisa, основанный 26 сентября 1978 года и специализирующийся в области художественного творчества и актёрского мастерства. Основателем института является Эухенио Кобо. Спустя 9 лет после основания института, Эухенио Кобо стал его ректором. Учебные классы института располагаются в Мехико, на территории студии Сан-Анхель, принадлежащей компании Televisa.

## Направление учёбы
Ежегодно около 5.000 абитуриентов со всего мира мечтают поступить в CEA, однако в телекомпании Televisa идёт жёсткий отбор абитуриентов, и вследствие этого ежегодно на вступительные экзамены попадают от 35 до 40 абитуриентов, сдавшие успешно вступительные экзамены в течение трёх лет учатся в указанном институте. Абитуриенты должны быть молодые люди строго от 18 до 23 лет. CEA специализируется по трём направлениям: художественное творчество, актёрское мастерство и теоретико-культурная область. Выпускники после окончания учёбы получают дипломы по профессиям: режиссёр кино, театральный актёр, телевизионный деятель, актёр кино и сериалов, артист балета, артист танца, джазовое пение, киновед, текстовед, художник, художник кино и сериалов. Данный институт уникальный и единственный не только в Мексике, но и также во всей Латинской Америке, т.к не имеет филиалов и партнёрских школ.